# Hesthesis plorator
Hesthesis plorator är en skalbaggsart som beskrevs av Francis Polkinghorne Pascoe 1862. Hesthesis plorator ingår i släktet Hesthesis och familjen långhorningar. Inga underarter finns listade i Catalogue of Life.